# Rocca di Mezzo
Rocca di Mezzo là một đô thị thuộc tỉnh L'Aquila trong vùng Abruzzo của Ý. Ý. Đô thị này có diện tích km², dân số người. Các làng trực thuộc: Rovere, Terranera, Fontavignone. Các đô thị giáp ranh gồm:
Fagnano Alto, Fontecchio, L'Aquila, Lucoli, Magliano de' Marsi, Massa d'Albe, Ocre, Ovindoli, Rocca di Cambio, San Demetrio ne' Vestini, Sant'Eusanio Forconese, Secinaro, Tione degli Abruzzi, Villa Sant'Angelo